# چهل زرعی (ایوان)
چهل زرعی (ایوان)، روستایی از توابع بخش زرنه شهرستان ایوان در استان ایلام ایران است.

## جمعیت
این روستا در دهستان زرنه قرار دارد و براساس سرشماری مرکز آمار ایران در سال ۱۳۸۵، جمعیت آن ۳۷۷ نفر (۷۹خانوار) بوده‌است شغل اهالی آن دامداری و کشاورزی است و دامداران آن در فصل زمستان به منطقه کوشک کوچ میکنند با توجه به اینکه این روستا یک روستای جنگ زده است اما از نظر محرومیت زدایی به آن اهمیت زیادی داده نشده است اما با توجه به آب و هوای خوب و معتدل همواره میزبان مسافران نوروزی بوده و وجود چشم انداز های طبیعی آن از نظر هنر عکاسی و...دارای آثار تاریخی چشم انداز فراوان است که همین موضوع افراد فراوانی از این روستا و منطقه این روستا بازدید میکنند.